# 紅色覺醒
《紅色覺醒》（英語：Red Rising，又名《火星崛起》）是2014年由美國作家皮爾斯·布朗所寫的科幻小說，三部曲小說的第一本。小說設定在未來的火星，出身低賤的礦工Darrow潛入金督（Golds）最高階層的故事。2014年2月，環球影業獲得改編電影的版權，由馬克·福斯特執導。

## 外部連結
- 官方网站